# Lauma Grīva
Lauma Grīva (ur. 27 października 1984) – łotewska lekkoatletka specjalizująca się w skoku w dal.
Uczestniczka igrzysk olimpijskich 2012 w Londynie, w których zajęła 27. miejsce w eliminacjach. Startowała w mistrzostwach świata (2011, 2013, 2017), w mistrzostwach Europy (2010, 2012, 2014, 2018), w halowych mistrzostwach świata (2012, 2014, 2018) oraz w halowych mistrzostwach Europy (2011, 2013, 2019). Dwukrotna uczestniczka Uniwersjady (2009, 2011). Reprezentowała Łotwę w drużynowych mistrzostwach Europy.
Medalistka mistrzostw Łotwy oraz halowych mistrzostw Łotwy.
Rekordy życiowe w skoku w dal: stadion – 6,86 (10 czerwca 2011, Valmiera) hala – 6,53 (5 marca 2011, Paryż).

## Rezultaty
| Rok  | Impreza                               | Miejsce          | Pozycja           | Wynik |
| ---- | ------------------------------------- | ---------------- | ----------------- | ----- |
| 2009 | II liga drużynowych mistrzostw Europy | Bańska Bystrzyca | 3. miejsce        | 6,26  |
| 2009 | Uniwersjada                           | Belgrad          | el. – 15. miejsce | 6,04  |
| 2010 | II liga drużynowych mistrzostw Europy | Belgrad          | 4. miejsce        | 6,42  |
| 2010 | Mistrzostwa Europy                    | Barcelona        | el. – 15. miejsce | 6,60  |
| 2011 | Halowe mistrzostwa Europy             | Paryż            | el. – 11. miejsce | 6,53  |
| 2011 | II liga drużynowych mistrzostw Europy | Nowy Sad         | 2. miejsce        | 6,42  |
| 2011 | Uniwersjada                           | Shenzhen         | 10. miejsce       | 6,22  |
| 2011 | Mistrzostwa świata                    | Daegu            | el. – 23. miejsce | 6,27  |
| 2012 | Halowe mistrzostwa świata             | Stambuł          | el. –             | NM    |
| 2012 | Mistrzostwa Europy                    | Helsinki         | el. – 12. miejsce | 6,37  |
| 2012 | Igrzyska olimpijskie                  | Londyn           | el. – 27. miejsce | 6,10  |
| 2013 | Halowe mistrzostwa Europy             | Göteborg         | el. – 13. miejsce | 6,34  |
| 2013 | Mistrzostwa świata                    | Moskwa           | el. – 16. miejsce | 6,50  |
| 2014 | Halowe mistrzostwa świata             | Sopot            | el. – 12. miejsce | 6,29  |
| 2014 | Mistrzostwa Europy                    | Zurych           | el. – 23. miejsce | 6,14  |
| 2017 | Mistrzostwa świata                    | Londyn           | 9. miejsce        | 6,54  |
| 2018 | Halowe mistrzostwa świata             | Birmingham       | 11. miejsce       | 6,34  |
| 2018 | Mistrzostwa Europy                    | Berlin           | el. – 18. miejsce | 6,47  |
| 2019 | Halowe mistrzostwa Europy             | Glasgow          | el. – 15. miejsce | 6,34  |
| 2019 | Igrzyska europejskie                  | Mińsk            | 16. miejsce       | 6,12  |
| 2019 | II liga drużynowych mistrzostw Europy | Varaždin         | 5. miejsce        | 5,95  |